# Ехеа-де-лос-Кабальєрос
Ехеа-де-лос-Кабальєрос (ісп. Ejea de los Caballeros) — муніципалітет в Іспанії, у складі автономної спільноти Арагон, у провінції Сарагоса. Населення — 17 344 особи (2010).
Муніципалітет розташований на відстані близько 290 км на північний схід від Мадрида, 55 км на північ від Сарагоси.
На території муніципалітету розташовані такі населені пункти: (дані про населення за 2010 рік)
- Барденас: 564 особи
- Ель-Байо: 332 особи
- Ехеа-де-Лос-Кабальєрос: 14161 особа
- Фарасдуес: 111 осіб
- Пінсоро: 760 осіб
- Рівас: 458 осіб
- Ель-Сабінар: 198 осіб
- Санта-Анастасія: 425 осіб
- Валаренья: 335 осіб

## Демографія
Динаміка населення (INE ):

## Уродженці
- Альберто Сапатер (*1985) — іспанський футболіст, півзахисник.

## Галерея зображень

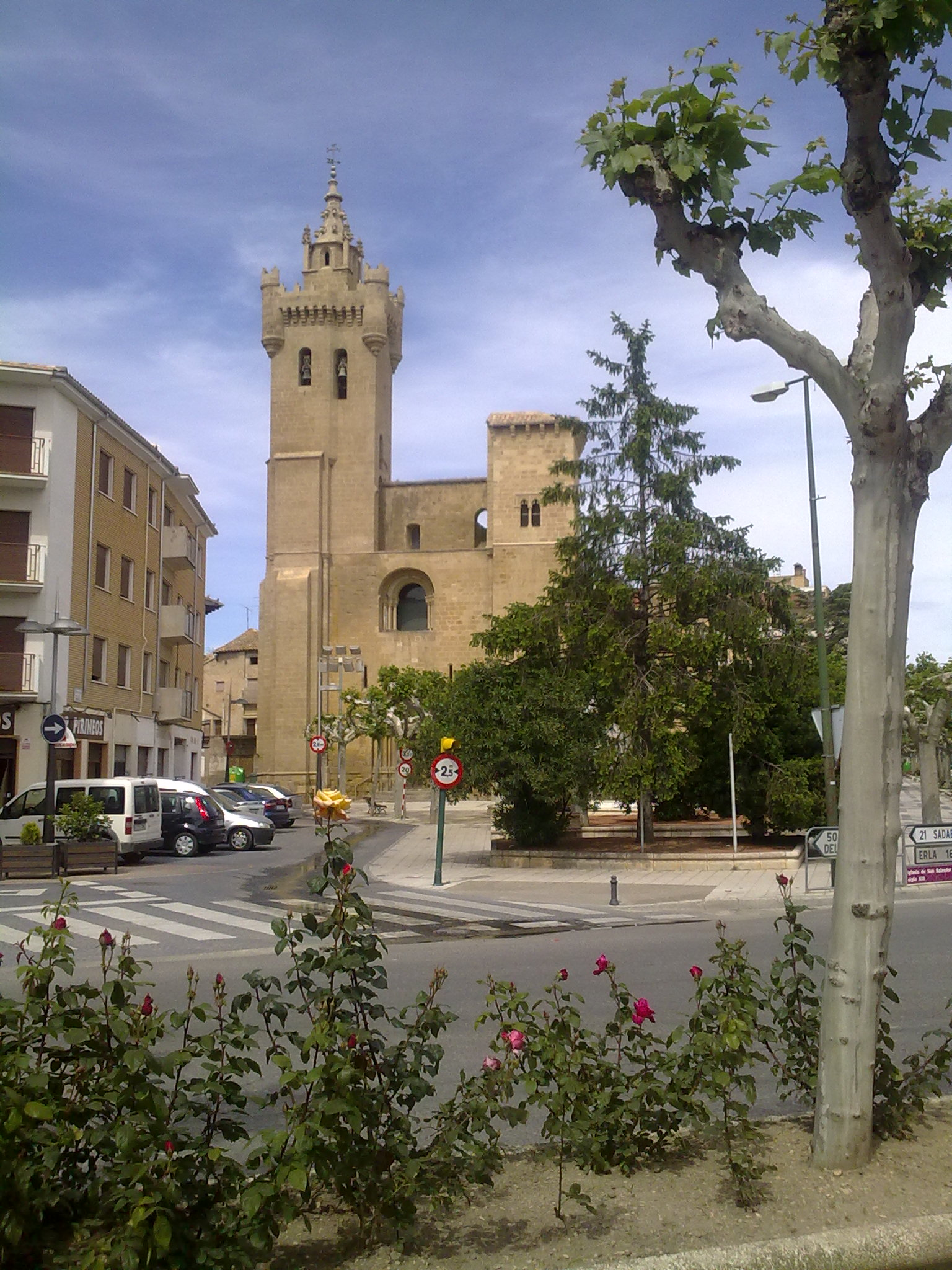
Церква Сан-Сальвадор
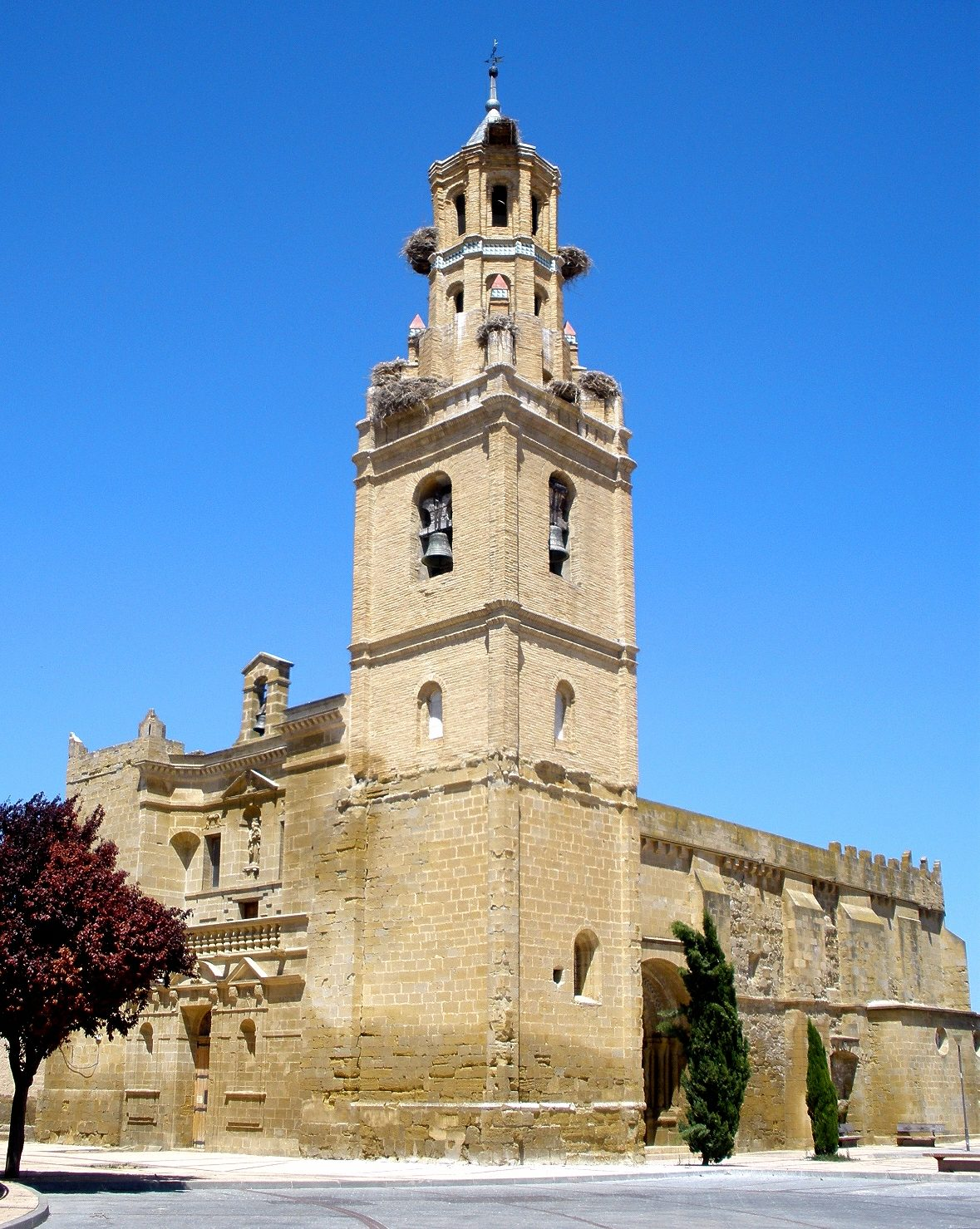
Церква Санта-Марія-де-ла-Корона
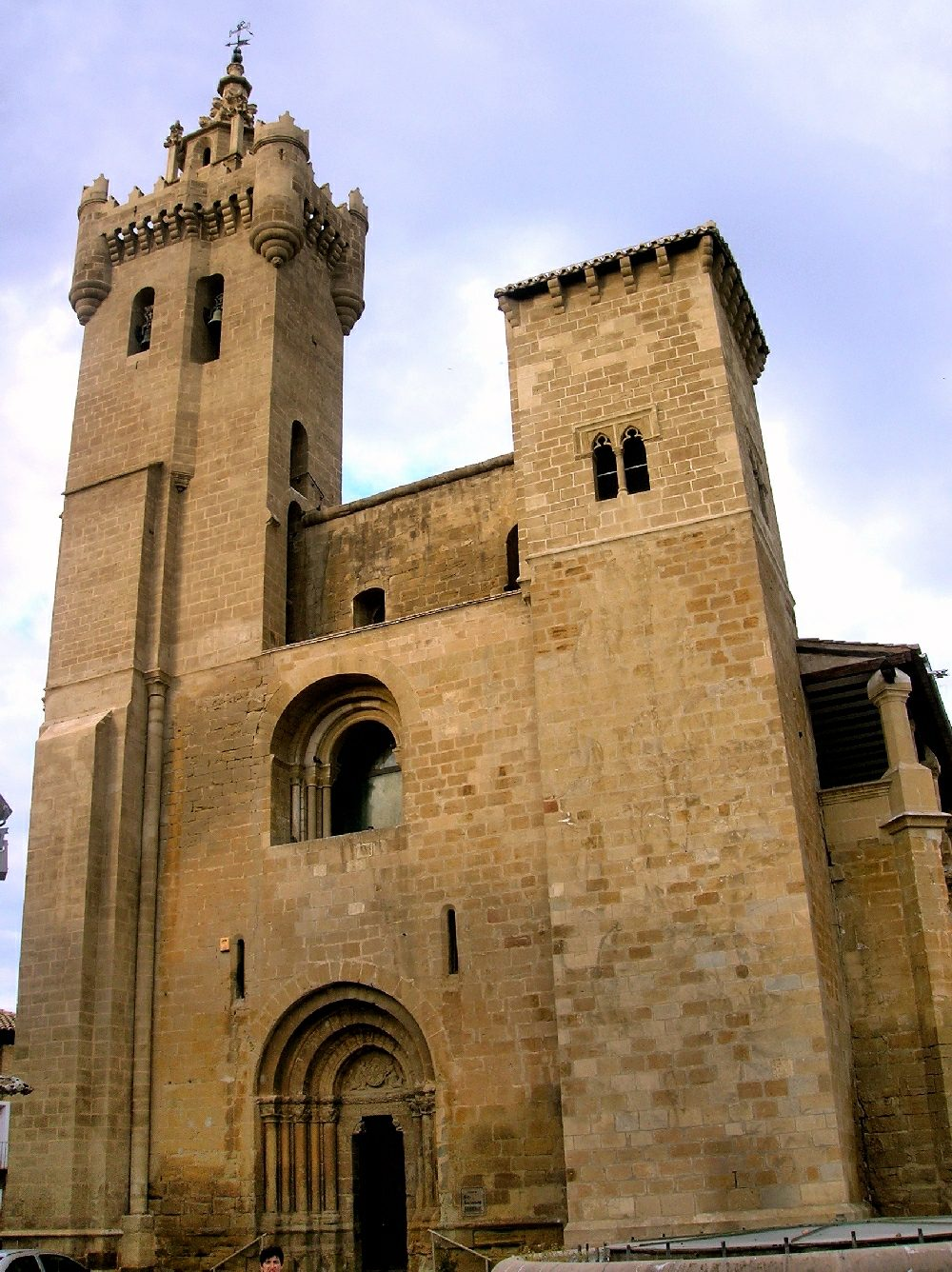
Церква Сан-Сальвадор
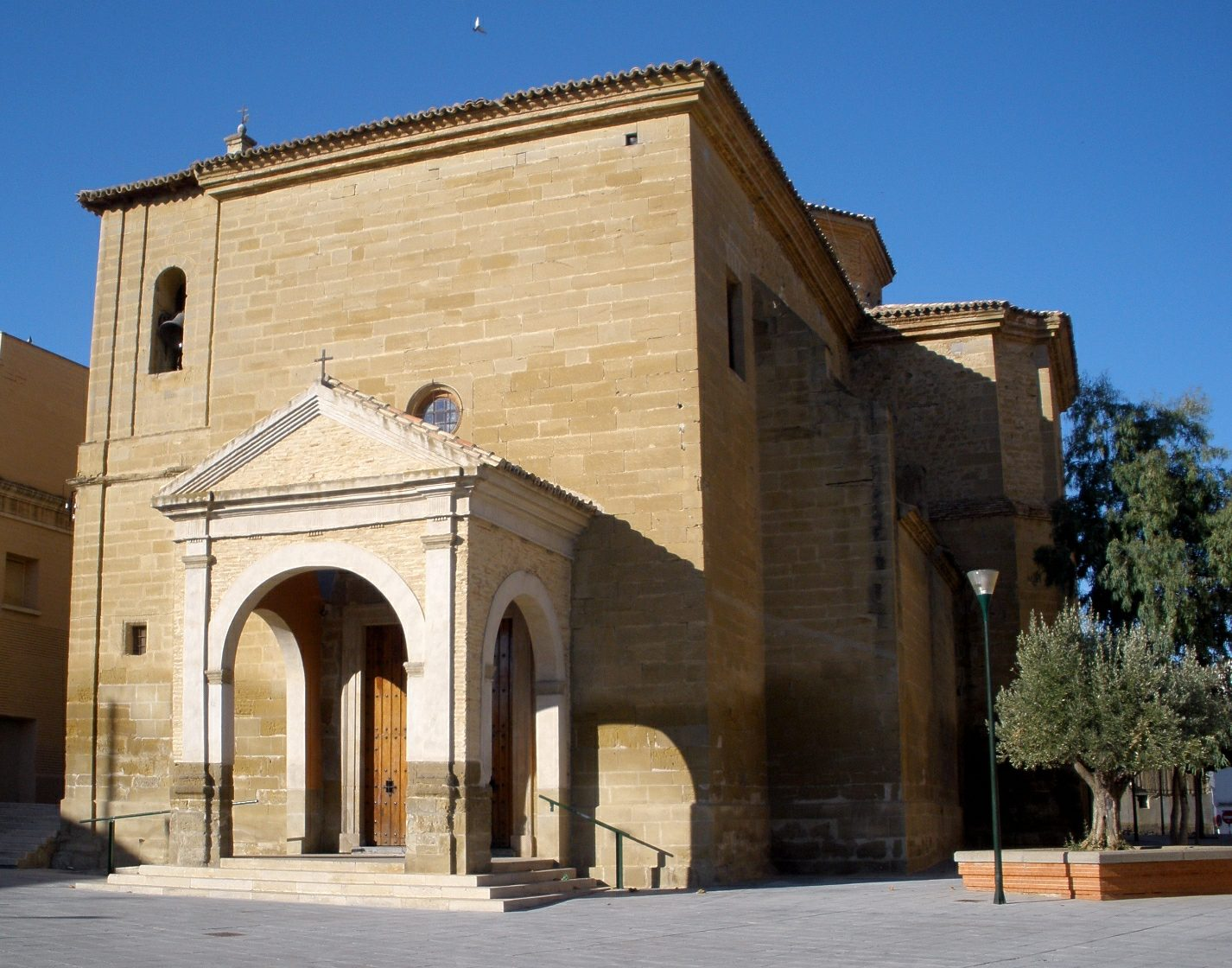
Церква Нуестра-Сеньйора-де-ла-Оліва